# Cryptocarya alleniana
Cryptocarya alleniana är en lagerväxtart som beskrevs av Cyril Tenison White. Cryptocarya alleniana ingår i släktet Cryptocarya och familjen lagerväxter. Inga underarter finns listade i Catalogue of Life.